# Асторга (микрорегион)

Асторга на карте.

Асторга (порт. Microrregião de Astorga)  —  микрорегион в Бразилии; входит в штат Парана. Составная часть мезорегиона Северо-центральная часть штата Парана. 
Население составляет 	183 911	 человек (на 2010 год). Площадь — 	5116,969	 км². Плотность населения — 	35,94	 чел./км².

## Демография
Согласно сведениям, собранным в ходе переписи 2010 г. Национальным институтом географии и статистики (IBGE), население микрорегиона составляет:						
| Полное население                             | Полное население                             | Полное население                             | Полное население                             | 183 911 |
| -------------------------------------------- | -------------------------------------------- | -------------------------------------------- | -------------------------------------------- | ------- |
| в том числе:                                 | Городское население                          | 161 846                                      | Процент городского населения, %              | 88,00   |
|                                              | Сельское население                           | 22 065                                       | Процент сельского населения, %               | 12,00   |
|                                              | Мужское население                            | 91 371                                       | Процент мужского населения, %                | 49,68   |
|                                              | Женское население                            | 92 540                                       | Процент женского населения, %                | 50,32   |
| Плотность населения, чел/км²                 | Плотность населения, чел/км²                 | Плотность населения, чел/км²                 | Плотность населения, чел/км²                 | 35,94   |
| Население микрорегиона в % к населению штата | Население микрорегиона в % к населению штата | Население микрорегиона в % к населению штата | Население микрорегиона в % к населению штата | 1,76    |

## Статистика
- Валовой внутренний продукт на 2003 год составляет 1 493 336 074,00 реалов (данные: Бразильский институт географии и статистики).
- Валовой внутренний продукт на душу населения на 2003 год составляет 8521,65 реалов (данные: Бразильский институт географии и статистики).
- Индекс развития человеческого потенциала на 2000 год составляет 0,754 (данные: Программа развития ООН).

## Состав микрорегиона
В составе микрорегиона  включены следующие муниципалитеты:
1. Асторга
2. Аталая
3. Кафеара
4. Сентенариу-ду-Сул
5. Колораду
6. Флорида
7. Гуараси
8. Игуарасу
9. Итагуаже
10. Жагуапитан
11. Лобату
12. Лупионополис
13. Мандагуасу
14. Муньос-ди-Мелу
15. Носа-Сеньора-дас-Грасас
16. Нова-Эсперанса
17. Президенти-Кастелу-Бранку
18. Санта-Фе
19. Санта-Инес
20. Санту-Инасиу
21. Унифлор
22. Ангулу